# Cardiaspina retator
Cardiaspina retator är en insektsart som beskrevs av Taylor 1962. Cardiaspina retator ingår i släktet Cardiaspina och familjen rundbladloppor. Inga underarter finns listade i Catalogue of Life.